# Navigatrix
Navigatrix is een Linuxdistributie speciaal gemaakt voor
zeezeilers. De distributie kan worden gedownload als
live-dvd.
De uitgang -ix suggereert een verband met Knoppix, de moeder aller
live-cd's. Sofwaretechnisch is Navigatrix echter gebaseerd op
Ubuntu. Installeren op een USB-stick
of een harde schijf is eenvoudig.
Het is de bedoeling van de makers dat Navigatrix alle software bevat,
die nodig is voor een wereldreis, of het nu gaat om navigatie,
communicatie of recreatie. Mocht een gebruiker toch nog meer
wensen, dan is het systeem uit te breiden met behulp van de Ubuntu- of
Debian-repositories. Een AIS- of GPS-ontvanger kan
worden aangesloten en die zou dan meestal meteen moeten werken.
Vergeleken bij een standaard Ubuntu-systeem bevat het hoofdmenu twee
extra vermeldingen:
- Navigatie
- SSB-radio

Onder Navigatie vinden we onder andere:
- OpenCPN, een Geografisch Informatie Systeem speciaal voor het weergeven van zeekaarten. Dit programma voor het uitzetten van de koers en het vermijden van ondiepten is het centrale programma binnen Navigatrix. De gewenste digitale zeekaarten moeten afzonderlijk worden gedownload. De OpenCPN in Navigatrix is voorzien van maar liefst veertien plug-ins.
- Stellarium voor een eerste oriëntatie aan de sterrenhemel
- Nautic almanac en celnav om uit gemeten hoogtes van hemellichamen boven de horizon de positie van het schip op aarde te berekenen. Dankzij een plug-in kan dat overigens ook binnen OpenCPN.
- JTides, WXTide en XTide voor getijdenberekeningen
- Zygrib, een programma voor het weergeven van weerkaarten.

Onder SSB-radio vinden we programma's afkomstig uit de wereld van het zendamateurisme, onder andere:
- Airmail, een programma voor e-mail via SSB-radio. Dit programma is niet open source en Navigatrix gebruikt een binaire windowsversie, die gedraaid wordt via Wine.
- een morse-decoder en programma's voor andere soorten tekst-via-radio
- programma's voor het ontvangen en verzenden van faxen

Verder bevat Navigatrix het programma Kiwix, waarmee zonder internetverbinding vooraf gedownloade wikipedia's kunnen worden bekeken. Ook Skype en Google Earth zijn voorgeïnstalleerd.